# Alaouites
Pour les articles homonymes, voir Alaouites (homonymie).
Ne doit pas être confondu avec Alévisme.
Les alaouites ou alawites (arabe : علويّ (ʿalawīy), alaouite ; alawite), également appelés noseïris ou nusayris (arabe : نصيريّ (nuṣayrī), nosaïrite), ou ansariyas (arabe : أنصارية), sont un groupe ethnoreligieux arabe issu du djébel Ansariya, en Syrie.
Leurs croyances reposent notamment sur la vénération d'Ali ibn Abi Talib comme l'incarnation de Dieu. Ils pratiquent une forme dérivée de l'islam chiite duodécimain, et vivent principalement au Levant.
Au début du XXIe siècle, ils forment, selon les sources, entre 10 % à 12 %, et 12 % à 14 % de la population de la Syrie, et des communautés alaouites existent au Liban et en Turquie, en particulier à proximité de la frontière syrienne (dans l’ancien sandjak d'Alexandrette).
Les trois quarts des alaouites syriens vivent dans la région de Lattaquié, où ils représentent près des deux tiers de la population.
Les présidents Hafez el-Assad, chef de l’État de 1970 à sa mort en 2000, et Bachar el-Assad, qui a succédé à son père entre le 17 juillet 2000 et le 8 décembre 2024, sont alaouites.

## Histoire

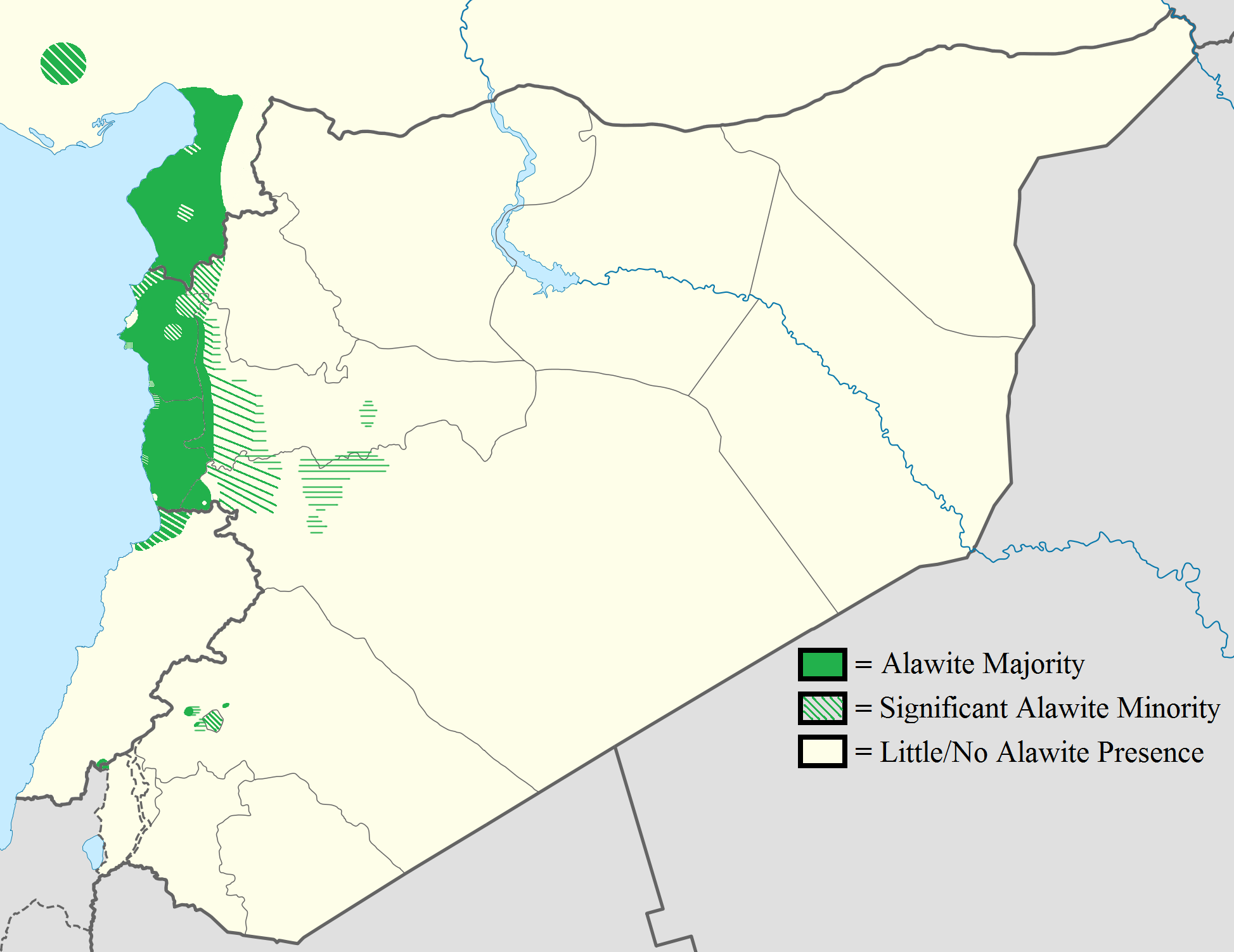
Carte présentant la répartition actuelle des alaouites dans le nord du Levant

### Nom
Jusque dans les années 1920, ils sont principalement désignés non comme alaouites mais comme nosayris ou d’ansaris, termes qui renvoient à leur différence par rapport à l'islam. Le terme d'« alaoui » suggère le rapprochement avec Ali, le cousin et gendre de Mahomet, et ainsi avec le chiisme.

### Apparition de la confrérie (IXesiècle)
Le fondateur du noséirisme est Mohammad Ibn Noseïr al-Namîri al-`Abdi, mort en 884. D'après la tradition rapportée par les alaouites, le onzième imam Hasan al-Askari (mort en 874) lui confie une révélation nouvelle, qui est le noyau de la doctrine alaouite. Les sources les plus anciennes nomment la confrérie al-Namîriyya d'après la nisba d'Ibn Nousayr, puis au XIe siècle al-Nouṣayriyya s'impose.
Au Xe siècle, la doctrine est transférée en Syrie du Nord, à Alep. Surûr b. al-Qâsim al-Tabarânî, le chef de la communauté nosayrié, quitte la ville en 1032 à cause des guerres incessantes et se rend dans la cité byzantine de Laodicée (Lattaquié). Il est le vrai fondateur des nosaïrites syriens. La dynastie locale des Tanûh semble adopter sa doctrine, al-Tabarânî convertit aussi à l'islam les paysans de la montagne (jabal ou djebel en arabe selon les régions) de l'arrière-pays. Ses œuvres forment le principal de la tradition écrite. Il meurt à Lattaquié en 1034-1035. Son tombeau est vénéré dans la mosquée al-Sa'rânî, non loin du port.

### Domination des croisés: une attitude ambivalente (XIIe–XIIIesiècle)
Au début du XIIe siècle, l'ouest de la région est conquis par les croisés. Cependant, la pénétration chrétienne est faible, et on parle peu dans les sources latines des « nossorites ». À partir de 1132-1133, les Nizârites, une secte chiite ismaélienne, plus connue sous le nom d'« Assassins » ou d'« Haschischins », prennent plusieurs forteresses dans le Jebel méridional, dont celle de Kadmous (près de Tartous). Les conflits sont déjà nombreux avec les alaouites. Deux « conciles » organisés à 'Âna, sur le moyen Euphrate, et en 1291 à Safita, dans le but de trouver une conciliation avec la secte nizarite d'Alamut sont des échecs.
En 1188, Saladin prend Jablé, Lattaquié et le Sahyoun, le Jebel passe à un sultanat ayyoubide.
À la fin des Ayyoubides, vers 1220, un prince arabe alaouite venu du Jebel Sinjar est apparemment appelé par les alaouites contre les ismaéliens qui envahissent le Djebel. D'eux descendraient six importantes tribus alaouites, qui sont les Haddâdiyya (Haddadines), Matâwira (Mataouiras), Mahâliba (Mehelbés), Darâwisa (Darouissas), Numaylâtiyya (Nmeilatiés) et Banî 'Alî (Béni Ali).

### Persécutions sous la domination mamelouke (XIIIe–XVIesiècle)
Quand le sultan Baybars prend les châteaux du Sud du Jebel, il essaye de convertir au sunnisme les alaouites en interdisant les initiations et ordonnant la construction de mosquées. Le soulèvement qui suit ces mesures est réprimé, et le sultan Qalâwûn renforce cette politique.

### Une relative tranquillité sous l'ordre ottoman, mais un statut social de second rang (XVIe–XXesiècle)
Si les Ottomans et les alaouites finissent aux XVIIe et XVIIIe siècles à nouer des relations pacifiques, ce ne fut pas du tout le cas lors de l'arrivée des Ottomans en Syrie. En effet, la conquête de la Syrie par Sélim Ier, en 1516, s'inaugure par un massacre d'alaouites : après une brève révolte lors de l'effondrement de l'ordre mamelouk, Sélim convoque à Alep plusieurs milliers de notables et cheikhs alaouites, sous prétexte de décider de leurs affectations fiscales et juridiques dans le nouvel ordre ottoman, et les fait sommairement exécuter. À la suite de ce massacre, Sélim lance ses troupes à l'assaut de la Montagne alaouite et ravage une grande partie des villages peuplés d'alaouites.
À la suite de cet évènement, les relations finissent par s'adoucir : le système des millets accorde toutefois aux alaouites un statut inférieur à celui des gens du Livre, eux-mêmes soumis aux musulmans. Les nosaïrites, poussés par la misère mais plus libres de leurs mouvements se réunissent en bandes qui pillent et rançonnent la région. Les règlements de compte sont fréquents avec les ismaéliens. Le plus grave a lieu en 1808, quand l'émir de Masyaf est assassiné par deux alaouites. La forteresse est prise et les habitants ismaéliens du bourg sont massacrés.
Durant l'aventure d'Ibrahim Pacha, (fils de Méhemet Ali), en Syrie, les alaouites se révoltent en 1834 et leur soulèvement est durement réprimé, à la fois par les troupes égyptiennes qui occupent la Syrie, mais aussi avec le soutien de l'émir Bachîr Chehab, prince chrétien de la montagne libanaise. Les deux raisons majeures de ce soulèvement sont l'accroissement de la pression fiscale (due à l'amélioration du mode de prélèvement) et le projet de conscription. C'est aussi à ce moment que les alaouites bénéficient de la première politique non discriminante à leur égard, puisqu'une des première mesure prises par Ibrahim Pacha est de proclamer l'égalité confessionnelle.
En 1854, le gouvernement ottoman veut contrôler le Jebel et y nomme un chef local, le musir al-Jabal Ismâ'il Beg, gouverneur du district de Safita. Installé à Dreykiche, celui-ci met fin aux luttes incessantes des différentes familles rivales et les soumet. En échange d'un tribut fixe versé au gouvernement, celui-ci lui laisse tout pouvoir sur le pays. Mais en 1858, il est trop puissant et destitué par Tahîr Pacha. À plusieurs reprises, et surtout en 1870 et 1877, des troupes ottomanes ravagent le pays, brisent la résistance des tribus et érigent des mosquées, qui restent vides.

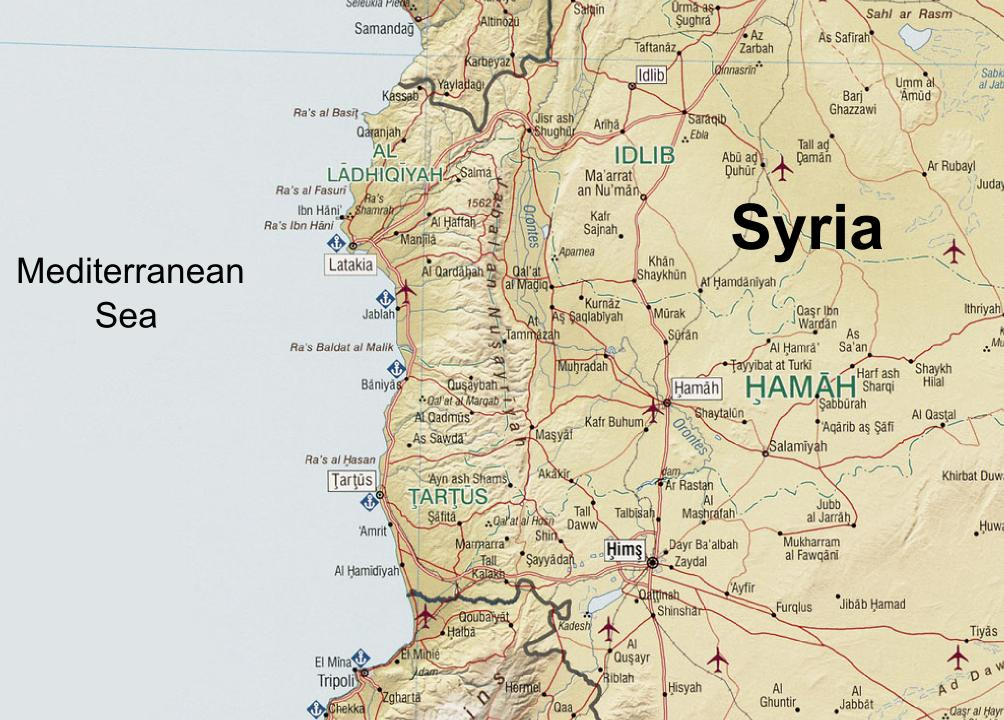
Carte de la Syrie montrant les Montagnes des Alaouites appelée Jabal An-Nusraniyah (ou Jabal Ansariya)

Si l'essentiel de la communauté alaouite à la fin du XIXe siècle est rurale, exclue économiquement et recluse dans le Jebel Ansarieh (Montagne des Alaouites), ce n'est pas le cas de l'entièreté de la communauté, dont une fraction réussit à s'implanter en ville et former une véritable « bourgeoisie alaouite », tout particulièrement à Antioche et en Cilicie (à Adana) dans l'actuelle Turquie. Cette élite urbaine alaouite reçoit d'ailleurs avec enthousiasme le Général Gouraud lors de sa tournée d'inspection fin 1919. Le 13 décembre 1919, Mohamed Wahid Djerb, notable alaouite d'Alexandrette prononce un discours exaltant les liens entre la France et la communauté alaouite.[réf. nécessaire]

### Révolte alaouite contre la France (1919-1921)
Après la Première Guerre mondiale, la France administre des zones dans le Levant appelées « Territoires ennemis occupés », qui faisaient partie de l'Empire ottoman. De mars à juillet 1920, elle engage la guerre franco-syrienne en vue d'établir le mandat français en Syrie et au Liban. Les Français se heurtent alors à une résistance armée dans certaines régions, dont le futur « territoire des alaouites » en Syrie. Ils affrontent une révolte alaouite en 1919, menée par le cheikh alaouite Saleh al-Ali. Ce chef a déclaré son allégeance au gouvernement arabe provisoire de Damas de l'émir Fayçal ; il entretient des liens étroits avec les chefs d'autres révoltes anti-françaises dans le pays, Ibrahim Hananu qui dirige la campagne d'Alep et Subhi Barakat, à la tête de la révolte d'Antioche.
La révolte alaouite est l'un des premiers actes de résistance armée contre les forces françaises en Syrie. La révolte druze ou Grande révolte syrienne de 1925-1927 s'inscrit dans la continuité des premières insurrections locales des années 1919-1923, dont fait partie la révolte alaouite.

### Création d'un État des alaouites pendant le mandat français (1922-1946)

Drapeau de l'État des alaouites.

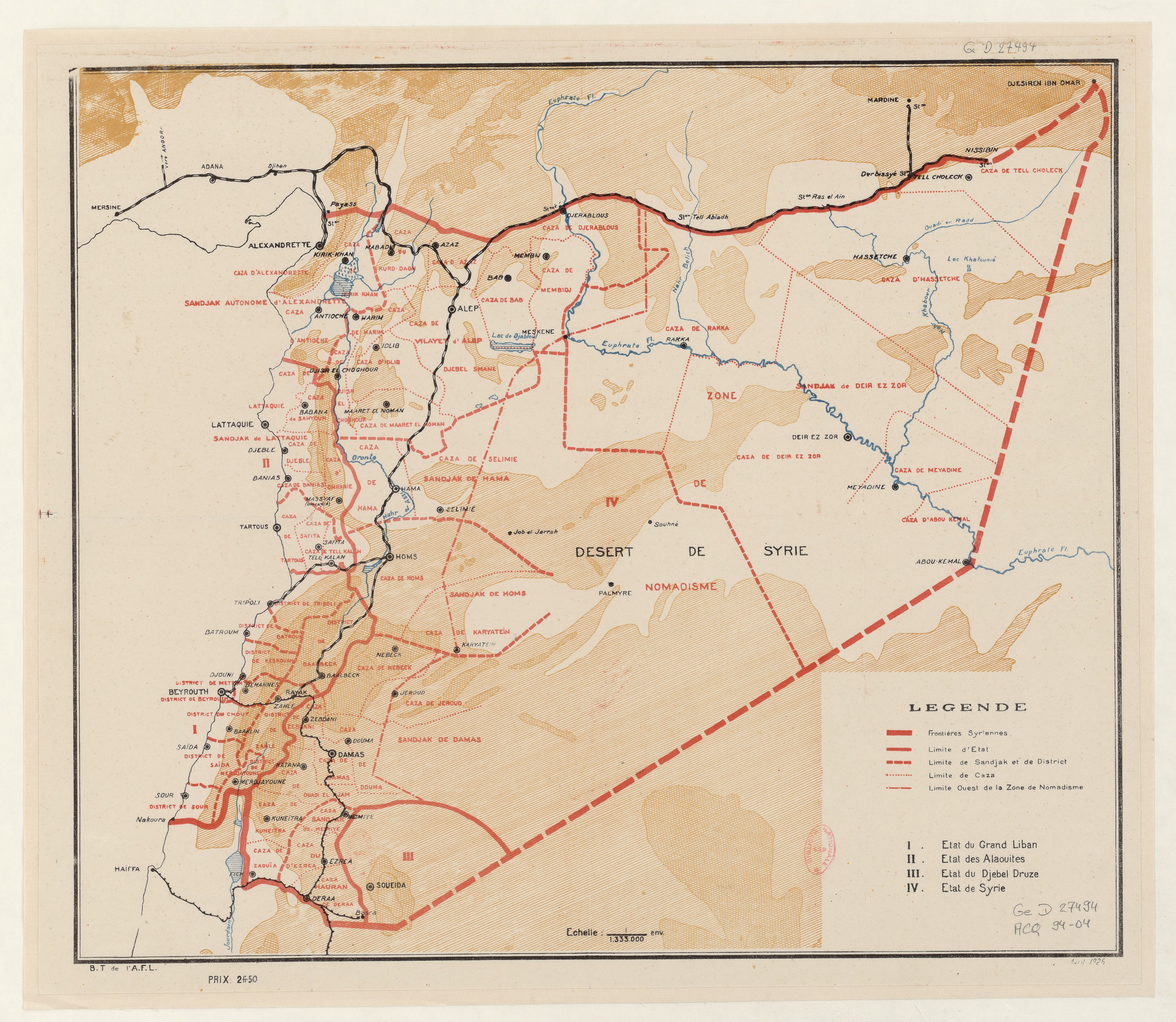
Carte française de la Syrie et du Liban (1926)

Une fois leur victoire acquise contre les « rebelles », les Français créent en 1922 l'État des Alaouites. L'objectif politique est le morcellement des territoires arabes, en vue de prévenir des révoltes de plus grande ampleur.

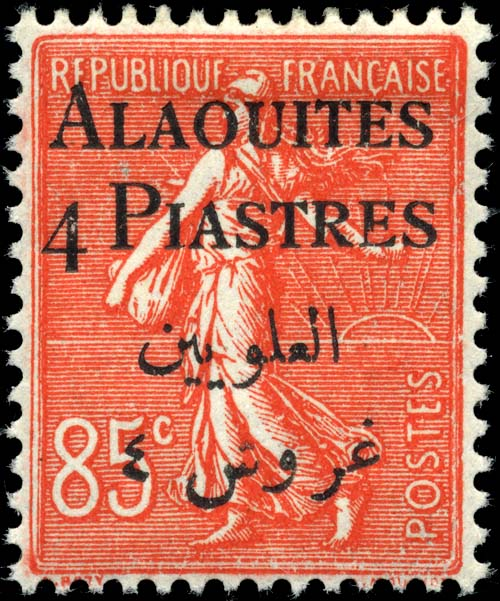
Timbre alaouite émis par la République française (1925)

Se méfiant d'abord du nationalisme arabe des sunnites, les Français encouragent pendant l'Entre-deux-guerres un particularisme alaouite qui veut faire des alaouites un peuple à part entière, n'ayant rien à voir avec les Arabes (les Arabes du Moyen-Orient étant majoritairement sunnites) et un peuple dont l'histoire remonterait aux Phéniciens, comme ils l'avaient fait pour les Maronites au Liban. L'historienne Jomana Qaddour écrit à ce sujet : « Pendant les années du Mandat français, la France a accordé à la minorité alaouite une autonomie sur les régions qu'elle habitait et a encouragé les hommes alaouites à rejoindre l'armée. L'émancipation alaouite allait à l'encontre des motivations des sunnites, qui s'opposaient fermement à la domination française et étaient attachés à la cause nationaliste arabe pour une « Grande Syrie » indépendante ».
Après la Première Guerre mondiale, les alaouites étaient toujours économiquement et statutairement inférieurs aux sunnites. Les hommes occupent des emplois de subalternes ou s'engagent dans l'armée, alors que les femmes occupent des fonctions de domestiques auprès des sunnites. Les alaouites sont probablement la minorité du Levant ayant le plus bénéficié du système mandataire après les Maronites. Ils y ont gagné un affranchissement graduel et une ascension sociale très notable. Une autonomisation notable a été le droit pour les alaouites d'être jugés selon leurs propres normes dans les questions de statut personnel, consacrant ainsi la reconnaissance officielle de leur singularité confessionnelle. Cependant selon l'historienne Jomana Qaddour, la politique menée en faveur d'une identité alaouite séparée a aggravé la discorde entre les alaouites et la majorité sunnite.

### Indépendance et dictature instaurée par le clan alaouite el-Assad (1966-2025)
La présence mandataire française avait maintenu, en la modernisant, la structure confessionnelle de la vie publique, héritée de la période ottomane. Ce système est toujours en vigueur au Liban. À l'inverse, en Syrie, il a été aboli en 1953 par le président Chichackli : à partir de cette date les identités religieuses (chrétiens orientaux, sunnites et alaouites) n'ont plus d'existence légale. En parallèle, les alaouites sont sujets à un exode rural important, ce qui fait gonfler leur présence en ville. Cependant, alors même que le système confessionnel a été légalement aboli, la société syrienne conserve une structure basée sur la religion des individus, structure qui offre des ressources politiques et économiques préférentielles à certains leaders politiques. Le cas de la famille el-Assad est ainsi particulièrement éloquent : après l'indépendance puis au cours de la République arabe unie, une série de coups d'État (1963, 1966, 1970) permet aux alaouites, sous la direction d'Hafez el-Assad, d'atteindre le sommet de la société syrienne. Ils intègrent massivement les forces armées.

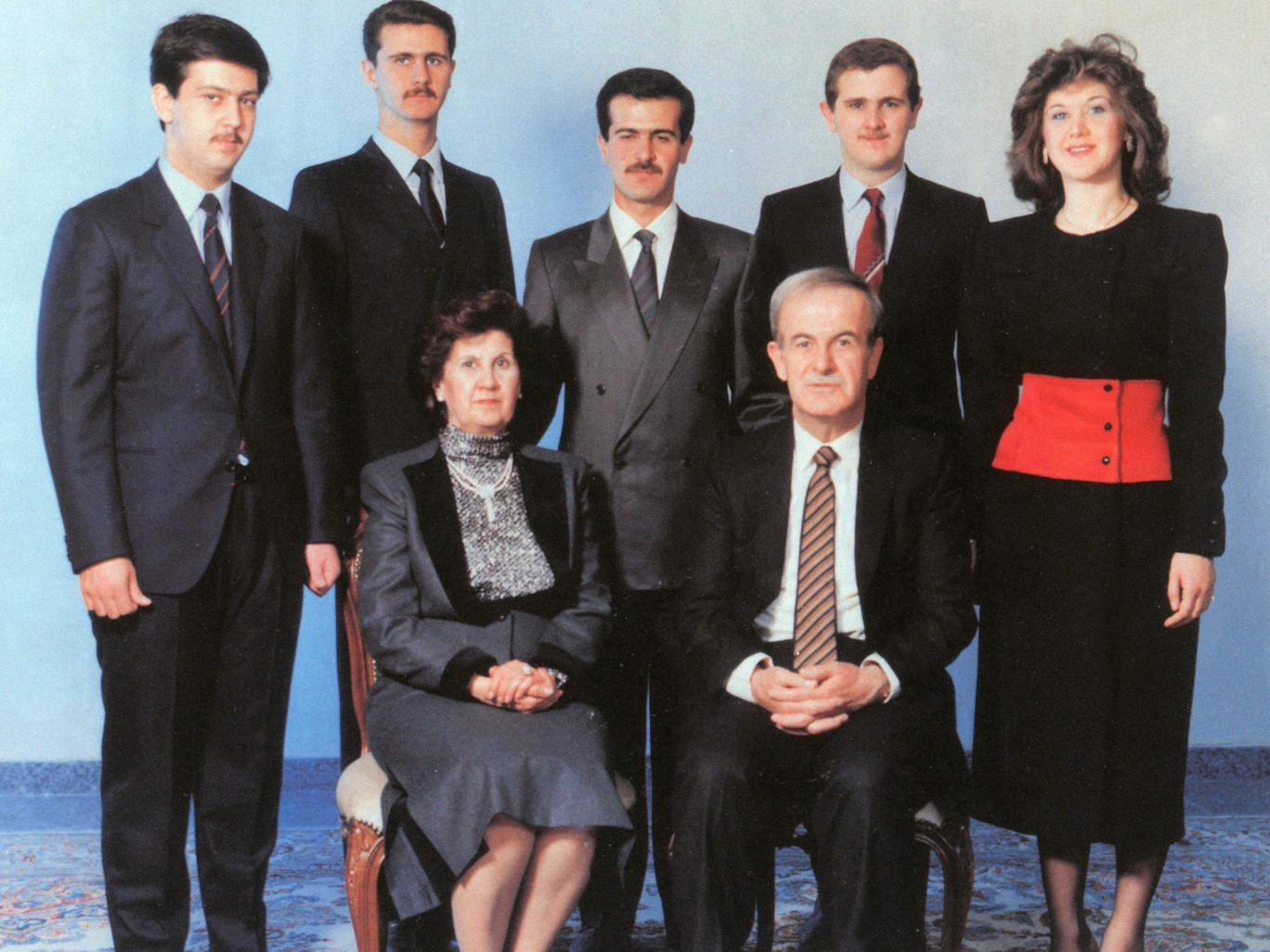
La famille alaouite el-Assad, qui dirige la Syrie de 1970 à 2024.

Hafez el-Assad, né en 1930 au sein d'une famille alaouite à Qardaha, dans l'ouest de la Syrie, milite au parti Baas. En 1966, l'aile pro-soviétique du Baas, menée par Salah Jedid, réussit un coup d'État au sein du régime et écarte les autres partis du gouvernement. Pressenti de plus en plus comme un membre puissant du gouvernement, Assad devient ministre de la Défense, et exerce dès lors un pouvoir considérable sur la politique gouvernementale.
Hafez el-Assad lance en 1970 un coup de force à l'intérieur du parti qui est « purgé » et, bien que le Congrès se prononce en faveur d'Atassi et Jedid, tous deux sont envoyés en prison avec des milliers de leurs partisans tandis que les partisans d'Assad s'emparent de tous les postes clés de l'appareil d'État. Le seul indice d'un changement, vu de l'extérieur était la disparition des media : journaux, stations de radio et télévision. Hafez el Assad prend le pouvoir et instaure un régime de dictature.
Selon Joshua Landis (en), Hafez el-Assad a tenté de « sunnitiser » les alaouites, tout en les considérant comme étant des adeptes du chiisme duodécimain. D'un autre côté, en Syrie, l'islam a été présenté comme une religion monolithique.

### Conflit syrien

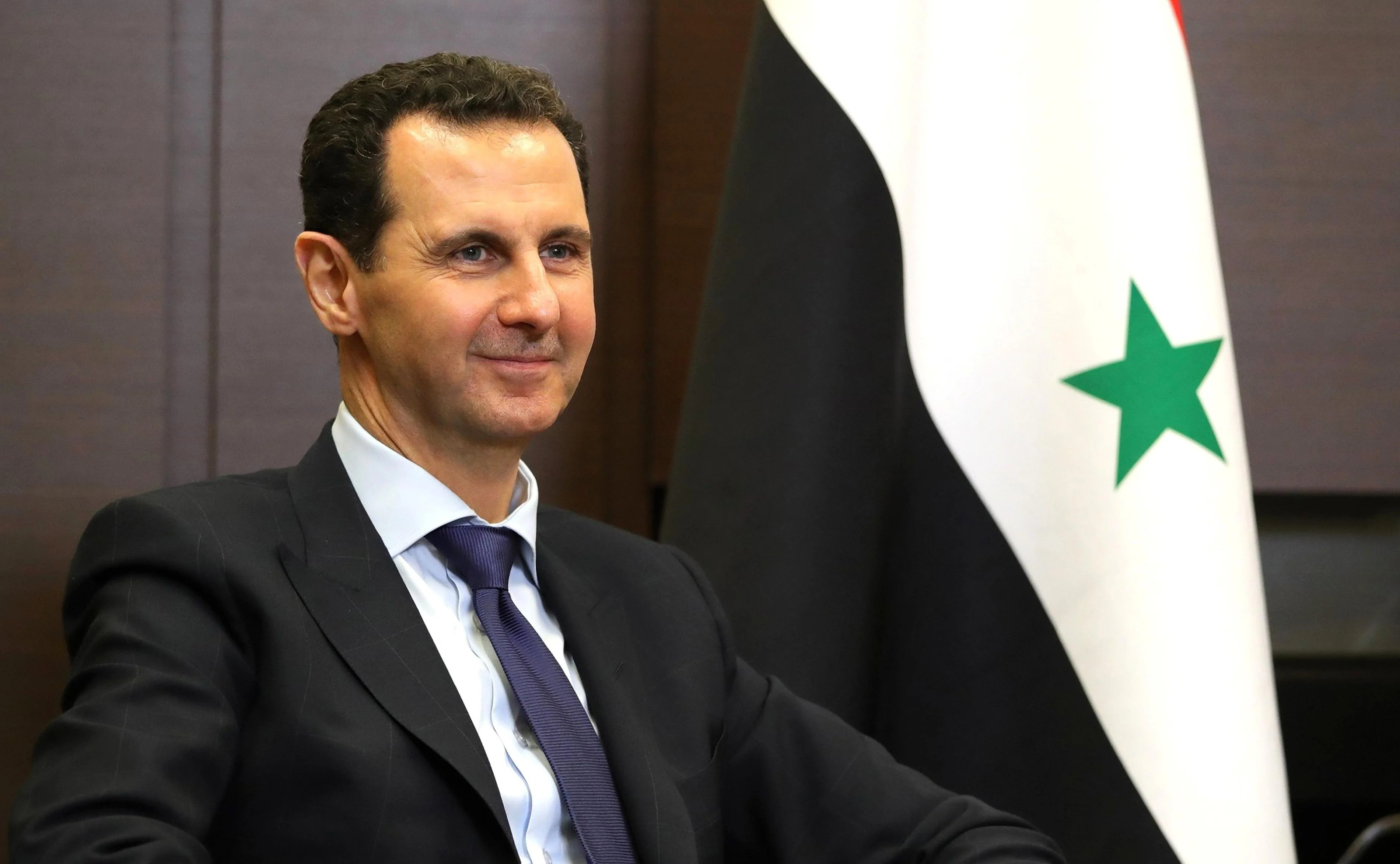
Bashar al-Assad à Moscou (2018)

Sous Hafez puis Bachar el-Assad, les postes clés du pouvoir (services de sécurité, hauts responsables de l'armée) sont essentiellement occupés par des hommes appartenant à des familles alaouites. Lors du soulèvement de 2011 qui deviendra une révolution puis une guerre civile, le régime de Bachar el-Assad instrumentalise les tensions entre les communautés religieuses, instillant notamment la peur chez la population alaouite, y compris en diffusant de fausses informations, accusant particulièrement les sunnites de vouloir s'en prendre aux alaouites (et inversement), et en commettant plusieurs massacres pour tenter de les imputer, sous faux drapeaux, à ses opposants. La propagande de guerre du régime tend à faire penser que tous les alaouites soutiendraient le régime et que le conflit serait notamment dû à des tensions religieuses, bien que cela ne soit pas le cas. Des personnalités alaouites de premier plan ont d'ailleurs publiquement pris partie aussi bien pour le régime que pour l'opposition,,,,.
Les alaouites seront globalement associés à la répression armée et aux services de renseignement par une partie de la population ; des tensions et exactions à leur encontre sont rapportées au cours du conflit.
Le pouvoir de la famille el-Assad s'effondre le 8 décembre 2024 face à l’offensive fulgurante de groupes rebelles menés par des islamistes radicaux (Hayat Tahrir al-Cham), qui met fin à cinq décennies de règne.

### Gouvernement de transition et gouvernement al-Charaa
Après la chute du régime, des membres de la communauté alaouite, dont d'anciens soldats, sont victimes d'exactions de la part des troupes de Hayat Tahrir al-Cham. Certains sont interrogés, accusés d'être membres du régime, et battus. Certains, principalement des officiers, sont victimes d'exécutions extrajudiciaires. En mars 2025, plus de mille personnes meurent dans les régions de Lattaquié et Tartous. Ces morts sont en partie dues à des combats entre les forces du gouvernement (125 morts) et des soldats « pro-Assad » (148) mais 745 civils alaouites, dont des femmes et des enfants, sont aussi exécutés par les forces du gouvernement selon l'Observatoire syrien des droits de l'homme. Cette ONG parle de « nettoyage ethnique »,,. Près de dix mille personnes fuient les massacres et combats en Syrie pour se réfugier dans des villages majoritairement alaouites du nord du Liban. Les massacres de mars font au total plus de 1 700 morts parmi cette communauté.
Depuis la chute de Bachar el-Assad en décembre 2024, la minorité alaouite est prise pour cible par des factions radicales de la coalition qui fit tomber le régime, ainsi que par des gangs criminels. Les enlèvements de femmes alaouites se multiplient. Celles-ci sont vendues comme esclaves sexuelles par des trafiquants, parfois avec la connivence des autorités locales.

## Théories de l'origine généalogique
L'origine généalogique des alaouites est contestée. Le folklore local suggère qu'ils sont les descendants des disciples du onzième imam, Hasan al-Askari (mort en 873) et de son élève, Ibn Noseïr (mort en 868). Au cours des XIXe et XXe siècles, certains érudits occidentaux croyaient que les alaouites descendaient d'anciens peuples du Moyen-Orient tels que les Araméens, les Cananéens, les Hittites et les Mardaites,,. De nombreuses tribus alaouites importantes descendraient également des colons du XIIIe siècle originaires de Sinjar.
La « Tétrarchie des Nazerini » fait référence à la région occidentale, entre l'Oronte et la mer, qui est constituée d'une petite chaîne de montagnes appelée Monts An-Nusayriyah bordée d'une vallée s'étendant du sud-est au nord-ouest connue sous le nom de « Al-Plaine du Ghab", la région était peuplée d'une partie des Syriens, appelés Nazerini. Cependant, les érudits sont réticents à établir un lien entre Nazerini et les Nazaréens.

## Aspects spirituels et religieux

### Doctrine alaouite

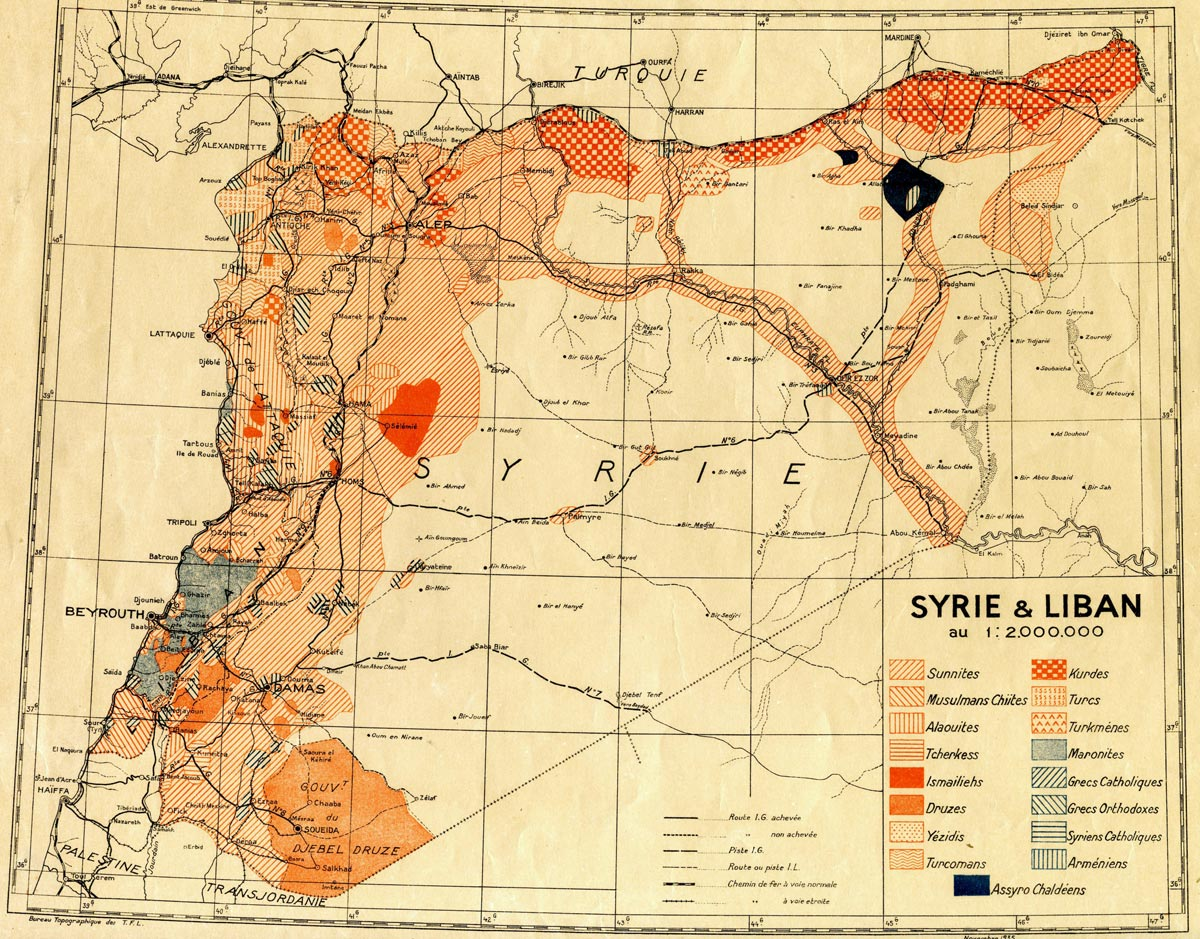
Carte des communautés religieuses et ethniques en Syrie et au Liban (1935)

La doctrine religieuse des alaouites repose sur la croyance en une triade composée d'Ali dit le Sens ou l'Essence (ma'na), de Mahomet qui serait son Nom (ism) ou son Voile (hijāb) et de Salman le Perse qui serait sa Porte (bāb). Selon les alaouites, Ali a créé Mahomet qui lui-même a créé Salman le Perse. Ainsi, Mahomet a un rôle secondaire au sein de l'alaouisme ; il n'est que celui qui professe une version limitée et simpliste de la religion s'adressant aux masses ignorantes, la vraie foi n'étant réservée qu'aux seuls initiés.
La religion alaouite se transmet, à l'image des cultes juif et druze, essentiellement de façon héréditaire, les conversions étant très difficiles. Les femmes sont considérées « naturellement élevées » et n'ont pas besoin d'une initiation, contrairement aux hommes qui doivent eux apprendre à être perspicaces. L'initiation est réservée aux hommes, fils de deux parents alaouites, âgés entre 16 et 20 ans.
Les spécialistes identifient dans la doctrine alaouite des restes de néoplatonisme et de gnose préislamique. Habituellement assimilée à une variation de l'islam chiite, elle s'en distingue néanmoins par des différences importantes : l'absence de mosquées, d'imams, ses particularités doctrinales, d'où sa position aux marges du monde musulman. D'après le chercheur au CNRS Bernard Hourcade, « les fatwas de dignitaires religieux sur la proximité des alaouites et des chiites sont un habillage construit par Hafez el-Assad pour mieux combattre les Frères musulmans sunnites. Dans les consciences, les liens entre chiites et alaouites sont ténus ou inexistants ».
La doctrine alaouite professe la croyance de la bénédiction de l'Esprit saint dans la succession des imams chiites. Leur livre saint est le Coran, dont ils tirent toutefois une interprétation particulière, jugée non conforme à l'islam (notamment concernant le principe islamique fondamental d'unicité divine ou « Tawhid ») par la majorité de la communauté musulmane.
La cosmogonie alaouite est dialectique : au début des temps, les âmes des croyants sont des lumières autour de Dieu et le louent, puis se révoltent en doutant de Sa divinité. Elles sont alors précipitées sur terre où elles sont enfermées dans des corps matériels condamnés à la métempsycose. Mais elles ont une chance de se racheter : en effet, Dieu leur apparaît dans l'histoire pour les contraindre à l'obéissance.
La succession : par exemple les prophètes sont Adam, Noé, Jacob, Moïse, Salomon, Jésus, et Mahomet, les successeurs sont Abel, Seth, Joseph, Josué, Asif ibn Barkhiya, saint Pierre, et Ali.
Celui qui reconnaît le mâ'na[Quoi ?] est sauvé, libéré du cycle, son âme redevient étoile, et retourne à travers les sept cieux vers le ġâya, le « but », c'est-à-dire la contemplation (mu'âyana) de la lumière divine. Mais la réincarnation peut être une punition.

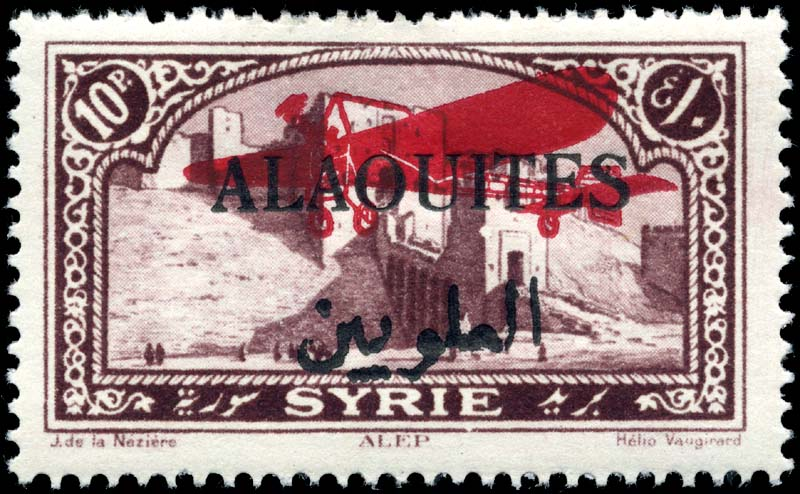
Timbre poste syrien surchargé alaouites (1926).

La doctrine mystique alaouite est fondée sur le sens caché (bâtin), la masse des fidèles ignorant le sens profond du message divin, réservé aux seuls initiés. Ici, les interprétations divergent.
Il existe une soixantaine de groupes alaouites qui se réunissent en deux tendances : les haidariés, présents principalement en Turquie (Antioche, Alexandrette, Adana), et les kalaziés, essentiellement syriens. Les haidariés se subdivisent entre les chamaliés (« du Nord » en arabe) et les ghaibiés (« occultés »). Les haidariés chamaliés pensent qu'Ali a pour demeure le soleil que représente Mahomet, alors que les haidariés ghaibiés assimilent plutôt Ali au soleil et Mahomet à la lune. À l'inverse, les kalaziés identifient Ali à la lune et Mahomet au soleil.
Comme les alévis, les alaouites donnent un attribut divin à Ali.
Les alaouites étudient en général la jurisprudence (fiqh) chiite, mais parfois le fiqh sunnite, par exemple à l'université al-Azhar.

### Fêtes et pratiques

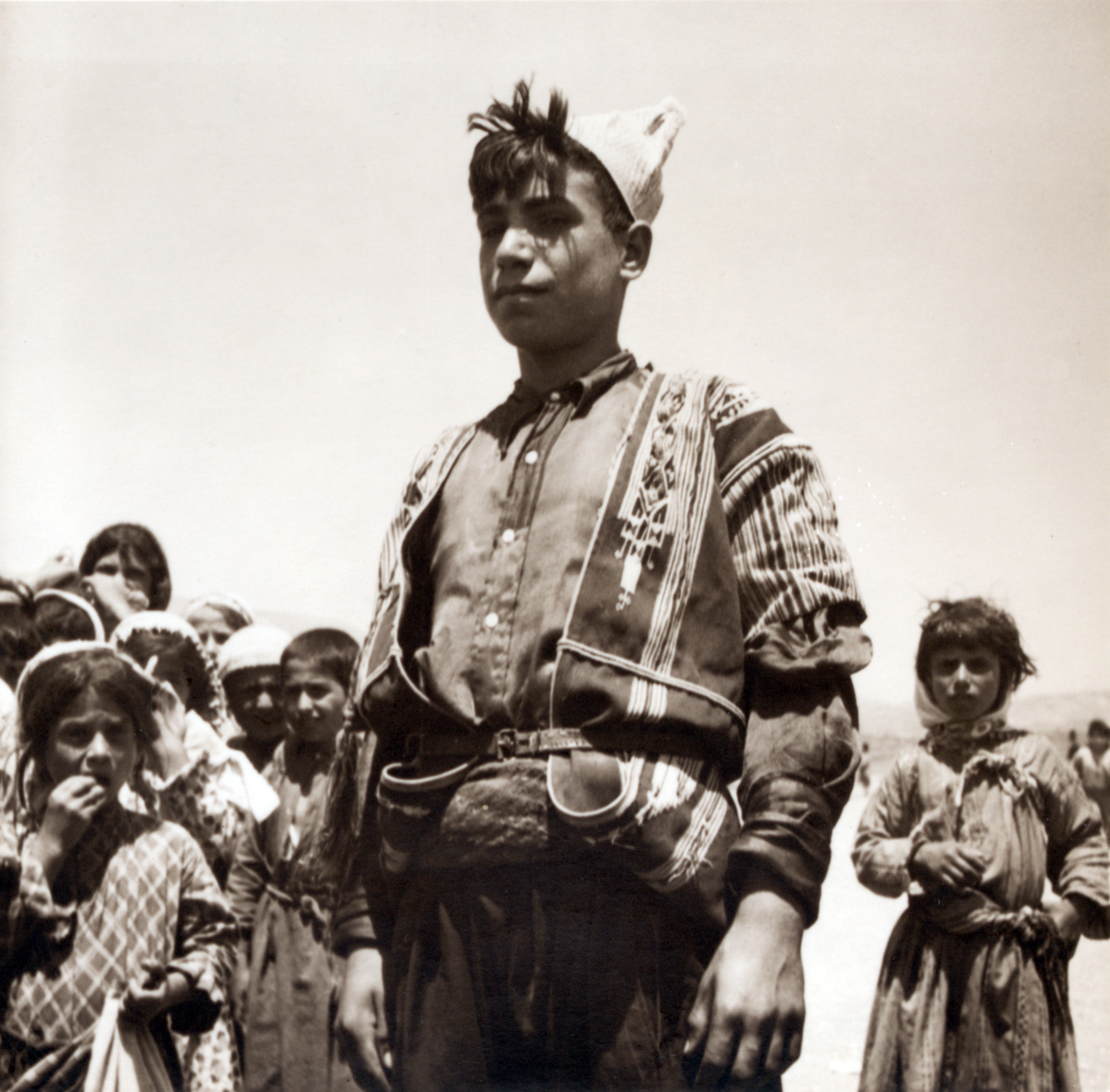
Alaouites lors de célébrations religieuses à Antioche (14 juillet 1938)

Pratiquant une forme de syncrétisme religieux, ils reprennent des fêtes musulmanes, chrétiennes et iraniennes. Le ramadan est pratiqué par certains, qui célèbrent l'Aïd el-Fitr. De plus, comme les chiites, les alaouites célèbrent l'Achoura, qui commémore le martyre de Hussein à Kerbala et ils célèbrent le Ghadir Khumm. Ils célèbrent également de nombreuses fêtes chrétiennes : Noël, l'Épiphanie, Pâques. Ils reprennent aussi des fêtes iraniennes, nowrūz et mahraǧān, équinoxes de printemps et d’automne.
Le culte des saints, comme souvent, est une autre trace de piété. Le 21 mars, les alaouites fêtent également Norouz, la fête zoroastrienne kurdo-perse du printemps.
Il leur est interdit de manger certains aliments, à savoir l'anguille, le poisson noir, le lièvre, le chameau, ainsi que les animaux qui sont mal abattus.

### Alaouites musulmans?
Comme pour les Druzes et les Alévis, il n'y a pas d'unanimité parmi les théologiens sunnites quant à l'appartenance des alaouites à l'islam. Certains alaouites se revendiquent musulmans, d'autres non.
Le frère de l'ancien président syrien Hafez el-Assad maria un de ses fils avec une sunnite issue de la famille régnante saoudienne, pourtant wahhabite. Assad obtint aussi de juristes libanais tant sunnites que chiites, tels Moussa Sadr, des fatwas reconnaissant les alaouites comme musulmans, la présidence de la République de Syrie ne pouvant constitutionnellement être assumée que par un musulman. Néanmoins, pour la majorité des théologiens sunnites, les alaouites sont des hérétiques.
Le culte alaouite, du moins dans sa « face visible », se rattache au chiisme à travers sa reconnaissance du 11e imam chiite descendant d'Ali Hasan al-Askari, mais s'éloigne du chiisme duodécimain par sa non-reconnaissance du 12e imam. Selon les alaouites, Hasan al-Askari aurait transmis l'essentiel de leur doctrine religieuse à Nuçayr, fondateur officiel de l'alaouisme.
Les alaouites rejettent le pèlerinage à La Mecque, qui relève à leurs yeux de l'idolâtrie, et ne se préoccupent pas d'aumône : ayant développé « une interprétation symbolique des cinq piliers de l’islam, ils se dispensent de s’y conformer dans la pratique (ibāḥa)». Le vin est vénéré, car il est un symbole solaire et divin.[Information douteuse]

#### Opinions sur la position au sein de l'islam
Les alaouites ont été particulièrement mal considérés et très longtemps maltraités par la majorité sunnite, entretenant à l'inverse des relations plutôt cordiales avec les autres minorités du Proche-Orient, à la notable exception de leurs voisins ismaéliens. En effet, ils n'hésitent pas, après une période d'affrontement et de résistance, à nouer des rapports amicaux avec les croisés. Leur traitement est particulièrement rigoureux sous l'ordre mamelouk, et leur condamnation s'appuie essentiellement sur une fatwa ayant fait date à leur égard. Ibn Taymiyya (1263-1328), jurisconsulte traditionaliste et référence du wahhabisme et du salafisme, écrit à leur sujet au XIIIe siècle : « Les Nusayris sont plus infidèles que les juifs et les chrétiens, plus infidèles encore que bien des idolâtres. Ils ont causé plus de préjudices à la communauté de Muhammad que les infidèles belligérants comme les Francs, les Turcs et d'autres encore. Aux musulmans ignorants ils se présentent comme chiites, bien qu'en réalité ils ne croient pas en Allah, en son prophète et son livre. Chaque fois qu'ils le peuvent, ils font couler le sang des musulmans (…). La Guerre et le châtiment contre eux, conformément à la loi islamique, sont parmi les plus grands actes de piété et les obligations les plus importantes. Il est agréable à Allah qu'on mène la guerre sainte contre eux ! » Outre cette hostilité générale, une animosité pluriséculaire oppose les alaouites à leurs voisins immédiats, ismaélites en rivalité pour le contrôle de certains points stratégiques comme la forteresse de Qadmûs.
Avec les sunnites, les alaouites (sous la conduite de leur philosophe Zaki al-Arsûzi), ont contribué par la suite à l'émergence du nationalisme et du socialisme pan-arabe, de même qu'avec des Arabes chrétiens (comme Michel Aflak). Ensemble sunnites, chiites, ismaélites, druzes et chrétiens se retrouvent dans le parti Baas (de même en Irak, pays voisin).
Depuis le début de la guerre civile syrienne en 2011, plusieurs individus et familles alaouites se sont engagés dans des initiatives interconfessionnelles et intercommunautaires dans le but de surmonter les craintes et préjugés réciproques, notamment avec des représentants de la communauté sunnite en Syrie.
Le grand mufti sunnite de Jérusalem, Haj Amin al-Husseini, a émis une fatwa les reconnaissant comme faisant partie de la communauté musulmane dans l'intérêt du nationalisme arabe,.
Historiquement, les érudits chiites jafarites (tels que Cheikh Al-Toussi) ne considéraient pas les alaouites comme des musulmans chiites tout en condamnant leurs croyances hérétiques.
En 2016, selon plusieurs médias internationaux, un nombre indéterminé de dirigeants de la communauté alaouite ont publié une « Déclaration de réforme de l'identité alaouite » (de la communauté alaouite). Le manifeste présente l'alaouisme comme un courant « au sein de l'Islam » et rejette les tentatives d'incorporation de la communauté alaouite dans le chiisme duodécimain jafarite.
La relation entre la Syrie baasiste dirigée par les alaouites laïcs et l'Iran clérical khomeiniste a été décrite comme un « mariage de convenance » ; en raison du fait que le premier est dirigé par le Parti Baas syrien ultra-laïc et le second par un clergé chiite duodécimain anti-laïc. L'alliance a été établie pendant la guerre Iran-Irak dans les années 1980, lorsque Hafez al-Assad a soutenu l'Iran contre ses rivaux baasistes irakiens, s'écartant du consensus du reste du monde arabe. Des groupes militants soutenus par l’Iran comme le Hezbollah, la Brigade des Fatimides, etc. ont agi comme forces par procuration pour le régime des Assad dans divers conflits dans la région, comme la guerre civile libanaise, la guerre du Liban de 2006 et la guerre civile syrienne.

## Langue
Les alaouites de Syrie parlent un dialecte spécial (une partie de l'arabe levantin) célèbre pour l'utilisation de la lettre (qāf), mais cette caractéristique est également partagée avec les villages non alaouites voisins tels qu'Idlib. En raison de l'occupation étrangère de la Syrie, un même dialecte se caractérise par de multiples emprunts, principalement au turc puis au français, notamment des termes utilisés pour des inventions importées comme la « télévision », la « radio », l'« ascenseur », etc.